# Avgust Lavrenčič
Avgust Lavrenčič, slovenski slikar in scenograf, * 24. februar 1925, Rogaška Slatina, † 5. julij 1996, Celje.
Rodil v Rogaški Slatini, s štirimi leti preselil v Celje, kjer se šolal v mestni šoli in gimnaziji. Končal je malo maturo, na začetku vojne mobiliziran, konec vojne dočakal v Angliji. Po vrnitvi se je zaposlil v rezbarski in pozlatatski delavnici mojstra Hohnjeca in kasneje kot tehnični slikar v podjetju Beton, kjer so ga spodbudili za nadaljevanje šolanja. Končal je Srednjo šolo za oblikovanje (1947-51) in zaključil študij leta 1954 na Akademiji za upodabljajočo umetnost. Po študiju zaposlil kot likovni pedagog v Celju, Laškem, Žalcu. Po 1966 je delal kot svobodni umetnik. 
Ustvaril je okoli sedemdeset slik in nekaj več gvašev. Njegovo slikarstvo je veristična različica (neo)nadrealizma, vsebinsko vezana na predvojni intimizem. Uporabljal predvsem tehniko izslikanega kolaža. Pri figuralnih imaginarnih portetih dosega nadrealistične učinke. V akvarelu je slikal morske pejsaže. Prvo samostojno razstavo je imel 1965 v Likovnem salonu Celje. Leta 1995 retrospektvina razstava v Salonu sodobne umetnosti v Celju. Za likovni opus je prejel nagrado Prešernovega sklada (1974).
Kot gledališki scenograf je prvo sodeloval leta 1962 s SLG Celje.  Kmalu se sodeloval z drugimi gledališči, največkrat s SG Drama Trst, SNG Drama Ljubljana in SNG Drama Maribor. V dvajsetih letih - med 1962 in 1982 - je oblikoval je okoli sto scenografij. Na Borštnikovem srečanju 1972 je prejel Borštnikovo diplomo za scenografijo v predstavi Stalinovi zdravniki. Na srečanju 1974 je prejel nagrado delovnih organizacij in ustanov za scenografijo za Celjski grof na žrebcu. 
Kot »kulturni delavec« je ustanovil Likovni salon Celje, deloval v Društvu likovnih umetnikov Slovenije in predsenik pododbora Celju in eden izmed ustanoviteljev Celjskega plesnega orkestra Žabe, kjer igral kitaro, bobne in pozavno. 

## Priznanja in odlikovanja
Leta 1974 je prejel nagrado Prešernovega sklada »za likovni opus«.